# Viktor Novak

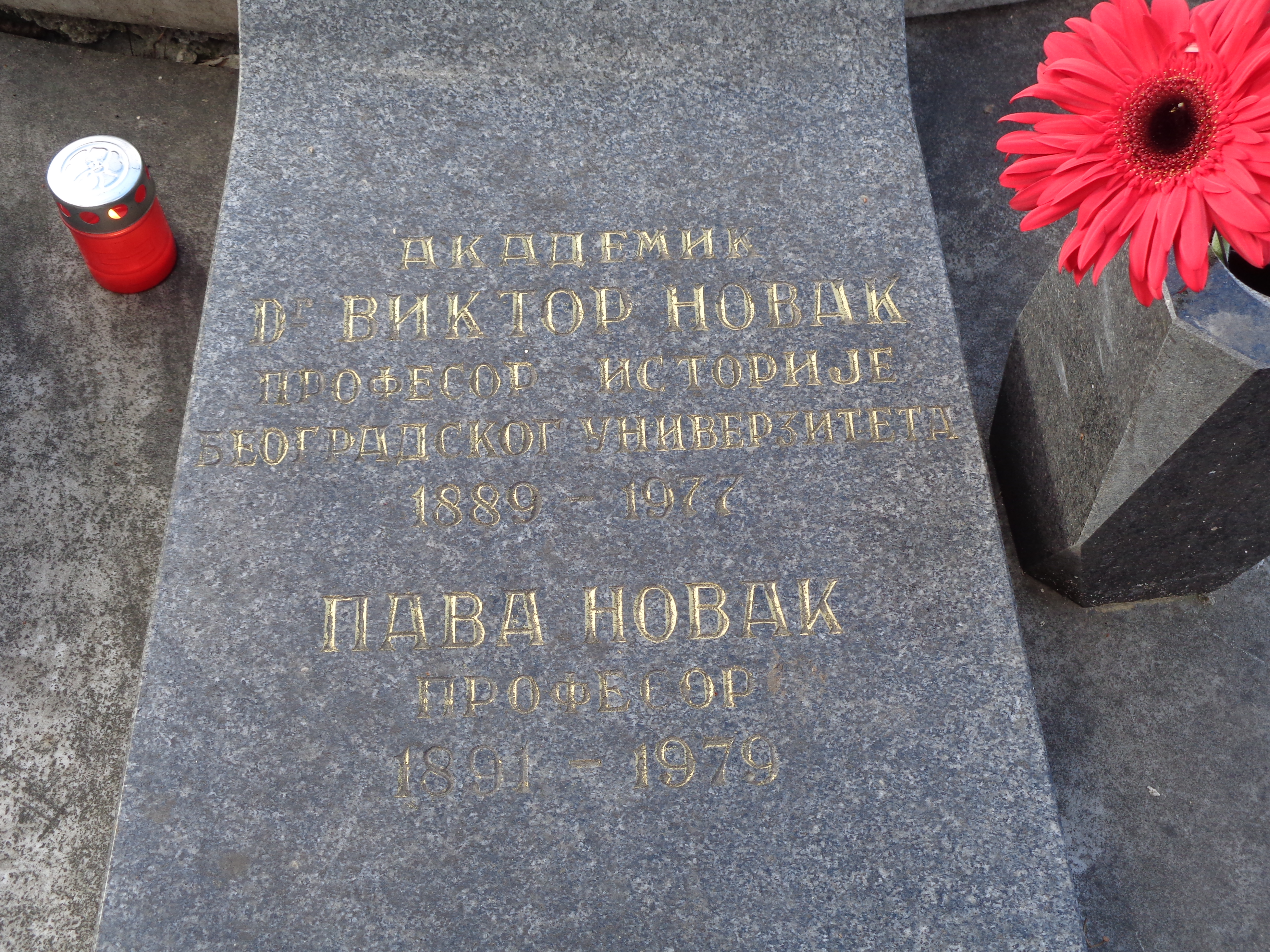
Grabstein Viktor Novaks in Belgrad

Viktor Novak (serbisch-kyrillisch Виктор Новак; * 4. Februar 1889 in Donja Stubica, Königreich Kroatien und Slawonien, Österreich-Ungarn; † 1. Januar 1977 in Belgrad, Jugoslawien) war ein ehemaliger römisch-katholischer Priester, späterer Freimaurer und jugoslawischer Historiker kroatischer Abstammung.
Unter zahlreichen Schriften ist das Buch Magnum Crimen sein meistbeachtetes.

## Leben
Novak war Universitätsprofessor für kroatische Geschichte in Belgrad. In der Zeit zwischen den beiden Weltkriegen war er ein Befürworter eines zentralistischen Jugoslawismus unter dem serbischen Königshaus und bemühte sich dies auch wissenschaftlich zu begründen. Kurz nach der Einführung der jugoslawischen Königsdiktatur versuchte Novak in seiner, von der staatlichen Druckerei hergestellten, offiziell anmutenden Schrift Jugoslovenska misao (Die jugoslawische Mission) mit einseitig zusammengetragenen Belegen die „Stammes-Nationalismen in einen neuen jugoslawischen Nationalismus einzuschmelzen“ und schrieb:

„Das Alter des jugoslawischen Gedanken ist gleich zu setzen mit dem Alter des Slawentums auf dem Balkan.“

Das Werk beinhaltet auch ein faksimiliertes Geleitwort des diktatorisch regierenden jugoslawischen Königs Alexander I.
Nach dem Balkanfeldzug (1941) und der Zerschlagung des Königreichs Jugoslawien unterstützte er die sogenannte serbische „Regierung der nationalen Rettung“ unter Milan Nedić, welche mit dem nationalsozialistischen Deutschen Reich kollaborierte. So war Novak im Jahr 1941 als Universitätsprofessor einer der Unterzeichner des „Appells an die serbische Nation“. Dieser rief unter anderem die Serben dazu auf, die deutschen Besatzungsbehörden und die Quisling-Regierung unter Nedić zu unterstützen, um das serbische Volk zu erhalten. Novaks Unterschrift stand dabei oben an, nachdem er als 90. von 546. Personen des öffentlichen Lebens in Serbien, nämlich führende Vertreter des Klerus, der Bildung und Wirtschaft, den Appell unterzeichnete. Trotzdem war er ebenfalls 1941 zusammen mit 32 andere Professoren der Universität Belgrad, von den Machthabern kurzzeitig als Geisel im KZ Banjica inhaftiert worden.
Als Befürworter des Jugoslawismus durfte Novak seine Lehr- und Publikationstätigkeit auch nach dem Zweiten Weltkrieg in einem kommunistischen Jugoslawien fortsetzen, musste seine Theorien aber an die offizielle Sichtweise der Kommunistischen Partei anpassen.
Als einer der führenden Freimaurer Jugoslawiens und kurzzeitiger Großmeister der Freimaurerloge „Großjugoslawien“ – was seine Ansichten stark prägte – erbat sich Novak „im Namen der jugoslawischen Freimaurerei“ auch das „Interesse der Freimaurer in aller Welt an der Aktion der jugoslawischen Kommunisten gegen Monsignore Stepinac“, zu der auch der politische Schauprozess gegen diesen Erzbischof von Zagreb im Jahr 1946 gehörte.
Im Jahr 1967 trat Novak der Deklaration über die Bezeichnung und Stellung der kroatischen Schriftsprache, welche maßgeblich den Kroatischen Frühling auslöste, mit seinem Buch Vuk i Hrvati (Vuk und die Kroaten) entgegen. Darin rechnete Novak polemisch und mit geringem wissenschaftlichen Wert mit den Wissenschaftlern ab, die nicht den sprachnationalistischen Standpunkt des serbischen Philologen Vuk Stefanović Karadžić (1787–1864) teilen wollten. Novak diffamierte darin unberechtigt einige kroatische Philologen als Vorläufer oder Diener des faschistischen unabhängigen Staates Kroatien, der von 1941 bis 1945 bestand. Eine zeitgenössische Buchbesprechung in Jugoslawien bezeichnete das Werk als „neueste Provokation Viktor Novaks“.

## Auszeichnungen
- St.-Sava-Orden, III., IV. und V. Klasse
- Serbiens Auszeichnung des 7. Juli (1960)
- Orden der Arbeit mit der Roten Fahne (1961)
- Medaille für nationale Verdienste (1964)